# Keystone Junior Hockey League
Keystone Junior Hockey League, KJHL, är en juniorishockeyliga som är baserad i den kanadensiska provinsen Manitobas norra del. Den är för manliga ishockeyspelare som är mellan 16 och 21 år gamla. Ligan är sanktionerad av det nationella ishockeyförbundet Hockey Canada och det regionala ishockeyförbundet Hockey Manitoba.
KJHL grundades 1977 med namnet Manitoba Junior 'B' Hockey League och 2004 beslutade man att byta det till det nuvarande. 2018 drabbades KJHL av en större kris när sex lag meddelade att man inte skulle spela säsongen 2018–2019. Fem av lagen (Arborg Ice Dawgs, Lundar Falcons, North Winnipeg Satellites, Selkirk Fishermen och St. Malo Warriors) lämnade ligan och startade en ny juniorishockeyliga med namnet Capital Region Junior Hockey League (CRJHL). Anledningen till detta var att de nämnda lagen ville spela enbart i Winnipeg med omnejd på grund skenande resekostnader och efter det som hände juniorishockeylaget Humboldt Broncos, där 16 personer omkom varav tio juniorishockeyspelare i en nationell uppmärksammad bussolycka som skedde i Saskatchewan i april tidigare under året. Det sjätte laget Fisher River Hawks tog en timeout och meddelade att man skulle återvända till spel från och med säsongen 2019–2020.

## Lagen

### Nuvarande
Källa:
| - Cross Lake Islanders - Fisher River Hawks - Norway House North Stars - OCN Storm - Peguis Juniors |

### Tidigare
Ett urval av lag som har tidigare spelat i KJHL.
| - Arborg Ice Dawgs - Beausejour Comets - Brandon Stingers - Ebb & Flow Flyers - Gimli Vikings - Lundar Falcons - Mitchell Mohawks - North Winnipeg Satellites | - Oak Bluff Raiders - Pineview Saints - Portage Terriers - Sagkeeng Hawks - Sanford Titans - Selkirk Fishermen - Souris Elks - St. Boniface Saints | - St. Claude Knights - St. Malo Warriors - Ste. Rose Royals - Steinbach Millers - Stonewall Jets - Transcona Railers - Two Nation River Hawks |

## Mästare
Samtliga lag som har vunnit KJHL:s slutspel.
| - 1977–1978: Transcona Railers - 1978–1979: Transcona Railers - 1979–1980: Transcona Railers - 1980–1981: Transcona Railers - 1981–1982: Transcona Railers - 1982–1983: North Winnipeg Satellites - 1983–1984: Selkirk Fishermen - 1984–1985: North Winnipeg Satellites - 1985–1986: North Winnipeg Satellites - 1986–1987: Oak Bluff Raiders - 1987–1988: North Winnipeg Satellites - 1988–1989: North Winnipeg Satellites - 1989–1990: Beausejour Comets - 1990–1991: Selkirk Fishermen | - 1991–1992: Selkirk Fishermen - 1992–1993: Selkirk Fishermen - 1993–1994: Selkirk Fishermen - 1994–1995: St. Malo Warriors - 1995–1996: Peguis Juniors - 1996–1997: St. Malo Warriors - 1997–1998: Peguis Juniors - 1998–1999: Selkirk Fishermen - 1999–2000: St. Malo Warriors - 2000–2001: St. Malo Warriors - 2001–2002: North Winnipeg Satellites - 2002–2003: North Winnipeg Satellites - 2003–2004: Selkirk Fishermen - 2004–2005: Selkirk Fishermen | - 2005–2006: North Winnipeg Satellites - 2006–2007: Winnipeg Saints - 2007–2008: Norway House North Stars - 2008–2009: St. Malo Warriors - 2009–2010: Selkirk Fishermen - 2010–2011: Arborg Ice Dawgs - 2011–2012: Arborg Ice Dawgs - 2012–2013: Peguis Juniors - 2013–2014: Selkirk Fishermen - 2014–2015: Selkirk Fishermen - 2015–2016: Peguis Juniors - 2016–2017: Peguis Juniors - 2017–2018: Peguis Juniors |

## Spelare

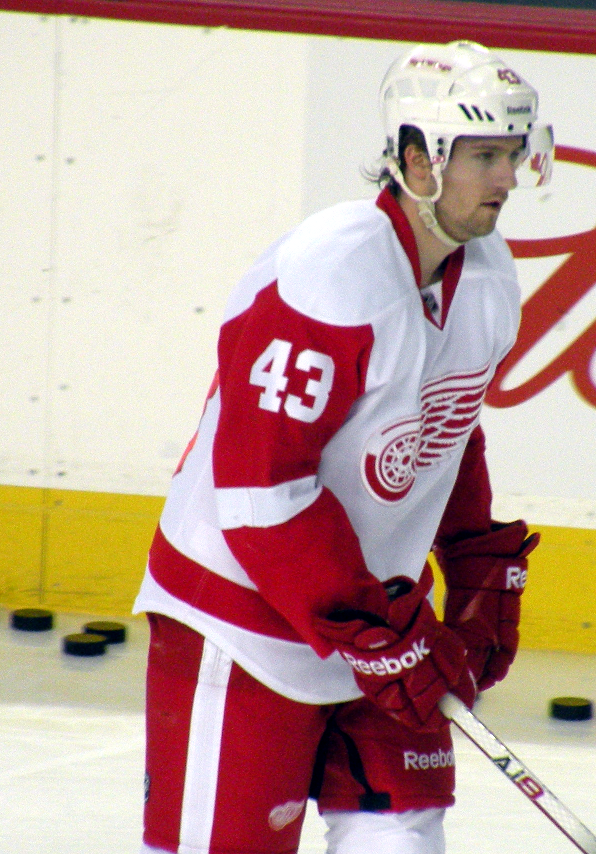
Darren Helm.

Ett urval av ishockeyspelare som har spelat en del av sina ungdomsår i ligan.
| Målvakter | Backar - Brady Keeper - Neil Wilkinson | Forwards - Darren Helm |